# Велика Лахиня
Велика Лахиня (словен. Velika Lahinja) — поселення в общині Чрномель, Південно-Східна Словенія, Словенія. Висота над рівнем моря: 174,5 м.